# T-bone

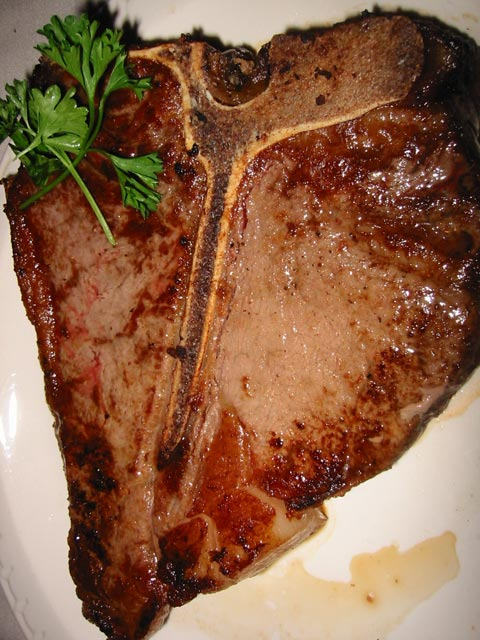
T-bone grelhado

O T-Bone, também conhecido como bisteca, é um tipo de corte de carne bovina. Ele consiste em um osso em formato de “T” com carne dos dois lados. O lado maior é de contra filé, e o lado menor é filé mignon. O nome do osso do T-bone é a vértebra lombar, cortada em duas.